# 藤野寄命
藤野 寄命（ふじの よりなが、1848年（嘉永元年） - 1926年（大正15年））は、日本の博物学者である。

## 人物
東京帝室博物館（現 東京国立博物館）天産部の職員であり、ソメイヨシノを発見したことで知られる。

## ソメイヨシノの発見
1885年（明治18年）から1886年（明治19年）、藤野が上野公園の桜を調査したところ、ヤマザクラとは異なる桜があることがわかり、その桜を「ソメイヨシノ（染井吉野）」と名付け、1900年（明治33年）の「日本園芸会雑誌」第92号において、論文「上野公園桜花ノ種類」として発表した。